# トルコの政治
トルコの政治（トルコのせいじ）では、西アジアにある国トルコの政治状況に関して述べる。
2018年トルコ総選挙では、レジェップ・タイイップ・エルドアンが大統領に再選された。

## 政治制度
トルコは三権分立を標榜しており、立法府として一院制のトルコ大国民議会（Türkiye Büyük Millet Meclisi 定数600名、任期5年）、行政府として大統領および内閣、司法府として最高裁判所 (Yargıtay) が置かれる。
国権の最高機関はトルコ大国民議会で、一院制により強い権限をもつ。国家元首は国民投票によって選出される大統領（任期5年）が務めるが、行政は議会の承認に基づき大統領が間接的に指名する首相の権限が強い議院内閣制をとっていたが、2017年の憲法改正によって、大統領権限の強化と議院内閣制が廃止されたことに伴い、2018年に首相職は廃止されて大統領制に移行した。
この政治制度を規定する現行の憲法は1980年のクーデターの後、1982年に定められ、2007年、2010年の改正を経た後、2017年にも改正案が国民投票で承認された。

## 政党
多党制の政党政治を基本としているが、政党の離合集散が激しく、大政党の出現を抑止した1961年憲法が議会を二院制とし、少数政党が乱立したことに対する反省から、1982年憲法では、大国民議会の選挙は、比例代表制で10%以上の得票率を獲得できなかった政党には議席がまったく配分されない独特の方式をとり、小党乱立を防ぐこととしている。
この制度のために、2002年の総選挙では選挙前に中道右派・イスラーム派が結集して結党された公正発展党と、野党で中道左派系の共和人民党の2党のみが地すべり的に議席を獲得、総選挙以前の首相ビュレント・エジェヴィトの中道左派政党民主左派党とその連立与党である中道右派政党祖国党、極右政党民族主義者行動党は議席を完全に失って下野、さらにこの影響で、タンス・チルレル（正道党）、ネジュメッティン・エルバカン（至福党）など首相経験者の大物政治家が党首辞任に追い込まれる波乱があった。
2007年の総選挙でも、公正発展党は圧倒的な勝利を収め、単独過半数を獲得。野党勢力は、共和人民党、民族主義者行動党が議席を獲得したが、中道右派の民主党（選挙前に正道党から改称）などの他の政党は、得票率が10%に届かず、議席を獲得することができなかった。
その他の政党では、クルド系の民主国民党、新トルコ党などがある。さらに、反政府組織としてクルド系のクルド人民会議（旧クルド労働者党）、共産主義系の革命的人民解放党・戦線、スンナ派系イスラーム過激派のヒズボラ（レバノンのシーア派系ヒズボラとは異なる）などが知られる。
- 2007年時点で議会に議席をもつ政党
  - 公正発展党
  - 共和人民党
  - 民族主義者行動党
- 下野中の主要政党
  - 民主党(旧祖国党も合併参加)
  - 至福党
  - 民権と平等党

## 世俗主義
トルコは、イスラーム世界でも屈指の世俗主義国家として有名である。それを制度的に支えるのはフランスのライシテを模範とする極端な政教分離原則であり、国父ケマル・アタテュルクによって引かれたトルコ共和国の基本路線となっている。フランスと同じように、公共の場で宗教的な思想を公にすることは強く忌避され、様々な場で女性のスカーフ着用をめぐる問題が起こることもある。（2008年6月5日には、憲法裁判所が公正発展党が進めていた大学構内でのスカーフ着用容認の憲法改正を違憲とする判決を下した。）
しかしながら、トルコの世俗主義をフランス型の政教分離とまったく同じように理解することはできない。アタテュルクは全ての宗教団体の結社を禁じる一方、宗教事項の総理府所属の宗務庁（Diyanet İşleri Başkanlığı）統括とした。宗務庁は全国全てのモスクを維持設置し、導師（イマーム）や説教師を公務員として採用し、クルアーン（コーラン）学校やイマーム学校を監督運営している。すなわちアタテュルクの政教分離とは、実際には宗教はきわめて厳格な国家管理のもとに置き、トルコ共和国の進める世俗的で近代的な国民国家のあり方に反しない範囲に宗教を押し込め、完全に統制しようとするものであった。
しかし、第二次世界大戦後の複数政党制移行後は保守派政権によるイスラーム推奨政策により、宗務庁がむしろ積極的にイスラーム教育を推進することもある。1960年と1980年の二度のクーデターは、1960年においてはアドナン・メンデレス首相の長期政権期に起こった経済停滞と、それに対する対処として首相が独裁化したことに対する抗議として、1980年においては小党乱立と左右対立の激化による経済混乱の沈静化を目的として起こされたが、クーデターの実行者たちが政治家の問題行為として考えたものの中に、親イスラーム勢力との接近、イスラーム推奨政策があったことが広く指摘されている。
このような国家によるイスラームの統制はある程度の成功を収め、国民教育の結果、トルコ人としてのアイデンティティとスンナ派ムスリム（イスラーム教徒）としてのアイデンティティを渾然一体のものとして受け取るトルコ国民もかなり多くなっており、「私はトルコ人だからムスリムである」「私はトルコ人でムスリムであるが、イスラームは個人の信仰の問題なので公の場に持ち込むべきではない」といった言説もみられる。
1980年クーデター以降は、軍などの世俗主義エリート層も国家にとって望ましい範囲でのイスラームはトルコ国民と不可分であるという認識（「トルコ・イスラーム総合論」）が主流となっており、公立学校において行われるイスラーム教育が拡充されている。

## 政軍関係
トルコ共和国の建国以来、国父ケマル・アタテュルクをはじめ、政治家を数多く輩出した軍は、しばしば政治における重要なファクターとなっている。軍は平時は憲法にのっとって文民統制に服していることになっているが、イスラーム主義の伸張や政府の混乱に対してしばしば圧力をかけ、1960年の5月27日クーデター、1980年の9月12日クーデターと二度のクーデターも起こした。
トルコ共和国ではクーデター直後の軍政期を除き、軍が立法府や行政府に対する直接介入の権利を持ったことはないが、1960年の最初のクーデター以降、参謀総長と陸海空の三軍および内務省ジャンダルマの司令官をメンバーに含む国家安全保障会議(Milli Güvenlik Kurulu)の設置が憲法に明記され、安全保障問題に関して軍が内閣への助言を行う権利を有している。しかし実際には、国家安全保障会議は経済問題、教育問題、社会問題等、あらゆる議題を取り扱う事実上の内閣の上位機関として機能しており、この権限を背景としてクーデター以外にも軍部の圧力で内閣が退陣に追い込まれる事件も過去に数度起きた。このような軍部の政治介入は、国民の軍に対する高い信頼に支えられていると言われる。
1980年クーデター以降、軍は「ケマリズム」あるいは「アタテュルク主義」と呼ばれるアタテュルクの敷いた西欧化路線の護持を望む世俗主義派の擁護者としての性格を強めている。1990年代にはイスラーム派政党の福祉党が台頭し一時は政権の座につくも検察によって反世俗主義の憲法違反と告発され、ついに憲法裁判所（Anayasa Mahkemesi, 通常の上告裁判所である最高裁判所とは別組織）によって解党命令を受ける事件が起こるが、その引き金となったのは国家安全保障会議を通じた軍部の福祉党政権に対する圧力であった。

## 欧州連合加盟問題
トルコ政府は近代化改革の総決算として欧州連合加盟を目指しており、国民の過半数に支持されている。一方、ヨーロッパ側は欧州連合加盟交渉開始の条件として、キプロス問題の解決、トルコ政府が行ってきたクルド人やイスラーム主義に対する人権抑圧の改善を掲げ、欧州連合加盟問題は長らくトルコにおける課題となってきた。
よく誤解されていることではあるが、共和国体制において事実上特権階級化した世俗主義エスタブリッシュメント層は、自己の特権の喪失に他ならない欧州連合加盟に対して、単純に全面的支持を行っているわけではない。とくに世俗主義エスタブリッシュメント層の中でも、実際的権限において中核をしめる軍・司法はとくにその傾向が強い。実際これらの階層は、2度のクーデター、キプロスへの軍事介入、政党の解散、不明瞭な理由による国会議員や有力政治家の逮捕・投獄・処刑など、欧州連合加盟への課題に明らかに反する行動をとり続けてきた。
しかしその中で改革派に属する政治家たちが、国民の70%が積極的に賛成している欧州連合加盟をいわば外圧として利用し、極めてわずかずつではあるが、民主化改革を行ってきた。これらの改革派においてはクルド人やイスラーム主義者が、トルコ共和国の伝統的な路線において抑圧の対象であったがために、むしろ重要な勢力を占める。また、一部極端に過激なものを除き、そしてイスラーム系・クルド系政党をふくめ、彼らの求めていることはあくまでもトルコ共和国の改革であって、トルコ共和国の国家体制の根幹そのものを攻撃しようとしているわけでは決してないことに注意する必要がある。例えば、2004年に釈放されたクルド系政党民主党（DEP: CHPから分離した民主党 (DP) とは別組織）の元党首レイラ・ザナは、サハロフ賞の受賞の際にトルコ語とクルド語で演説し、「この受賞は私個人だけのものでなくトルコ全体にとっての受賞である」と表明している。
2003年以降、公正発展党政権は軍との対立を避けながら着実に改革を進めてきた。2004年には一連の改革が一応の評価を受け、12月の欧州理事会で条件付ではあるものの2005年10月からの欧州連合への加盟交渉開始が決定された。